# Kornelia Greßler
Kornelia Greßler (Arnstadt, 9 novembre 1970) è un'ex nuotatrice tedesca orientale.

## Carriera
Fortemente specializzata nella farfalla, annovera nel proprio palmarès due medaglie d'oro vinte ai campionati mondiali e altrettante conseguite agli europei.

## Palmarès
- Mondiali[1]

Madrdi 1986: oro nei 100m farfalla e nella 4x100m misti e argento nei 200m farfalla.
- Europei

Sofia 1985: oro nei 100m farfalla e nella 4x100m misti e argento nei 200m farfalla.